# Herrschaftsarchitektur

Parlamentspalast in Bukarest

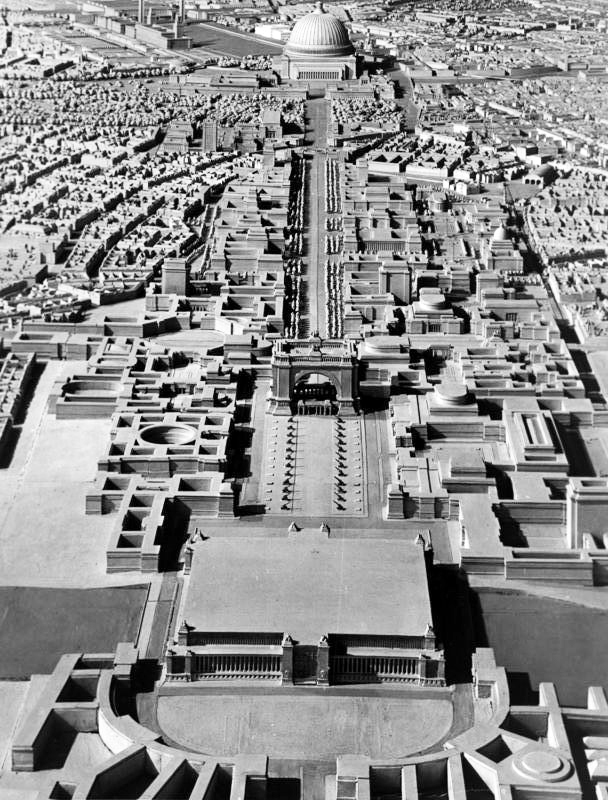
Modell der „Welthauptstadt Germania“

Als Herrschaftsarchitektur bezeichnet man Bauten, die in ostentativer (herausfordernder) Weise politische, militärische und religiöse Herrschaft zum Ausdruck bringen. Diese symbolische Darstellung von Macht findet in der Regel durch besondere Höhen- und Größenentwicklung des Bauwerks selbst und dominierende Lage (etwa auf einem Hügel, als Endpunkt einer Sichtachse etc.) statt.
Herrschaftsarchitektur ist in vielen Epochen nachzuweisen, von der Antike bis zu den weltlichen Repräsentationsbauten des barocken Absolutismus (vorbildlich war hier das Schloss Versailles) sowie bei diversen Großkirchenbauten (Petersdom in Rom, orthodoxen Alexander-Newski-Kathedralen im ausgehenden 19. Jahrhundert, der Basilika Sacré-Cœur, Paris). Charakteristische Einzelelemente sind oftmals monumentale Triumphbogenmotive, Säulenreihen in Kolossalordnung, rustizierte Sockelgeschosse oder wuchtige Gebälkzonen.
Bekannte Beispiele von Herrschaftsarchitektur sind die gebauten oder Projekt gebliebenen Großbauten der Diktaturen des 20. Jahrhunderts:
- Welthauptstadt Germania, Führersperrgebiet Obersalzberg, Sonderauftrag Linz, Neue Reichskanzlei und Reichsparteitagsgelände (alle im Deutschen Reich)
- Sieben Schwestern (Moskau) und Sowjetpalast (in der Sowjetunion)
- Siegesboulevard und Parlamentspalast (in Rumänien)
- Verkehrsministerium Tiflis (Georgien).

Aufgrund ihres besonderen, oft als provozierend empfundenen Symbolcharakters ist Herrschaftsarchitektur unmittelbar nach verlorenen Kriegen der Bauherren und nach politischen Umstürzen besonders gefährdet und wird zuweilen abgerissen. Dieses Schicksal erlitten die Alexander-Newski-Kathedrale in Warschau sowie in Berlin die Neue Reichskanzlei und der Palast der Republik.